# Edward Whymper
Pour les articles homonymes, voir Whymper.

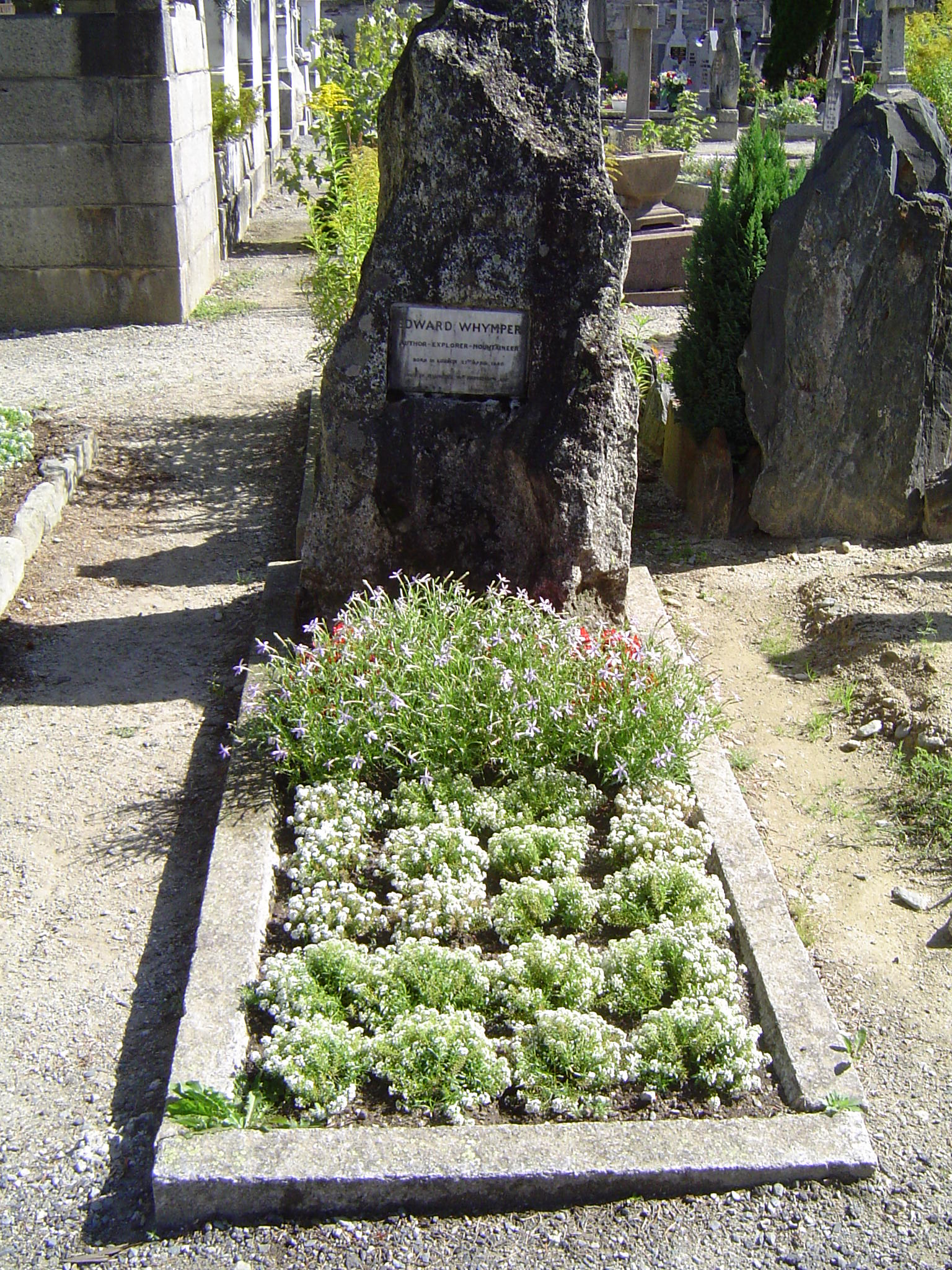
La tombe d'Edward Whymper au cimetière de Chamonix-Mont-Blanc.

Edward Whymper est un alpiniste et illustrateur britannique, né le 27 avril 1840 à Londres et mort le 16 septembre 1911 à Chamonix où il est enterré,. Il est surtout connu pour avoir fait partie de l’expédition tragique qui a vaincu en premier le Cervin le 14 juillet 1865 ainsi que pour les sommets et itinéraires auxquels son nom est attribué.

## Biographie
Frère de Frederick Whymper, Edward Whymper reçoit une formation de dessinateur et graveur.
Il découvre les Alpes à l'occasion d'un engagement pour produire des illustrations.
Parmi ses premières ascensions les plus remarquables figurent en 1864 la barre des Écrins dans le massif des Écrins, et en 1865 l'aiguille Verte dans le massif du Mont-Blanc et surtout le Cervin dans les Alpes valaisannes, sommet qui avait mis en échec de nombreuses tentatives. Il fit également la première ascension du Chimborazo en 1880.
La réussite au Cervin fut ternie par un accident où quatre personnes périrent, dont le guide chamoniard Michel Croz. Son succès, peu de temps avant, à l'aiguille Verte, accompagné de guides valaisans, fut particulièrement mal ressenti à Chamonix.
Le récit de ses ascensions forme la matière de son livre Scrambles among the Alps (1871) où se révèle son caractère conquérant. Whymper s'intéresse aux sommets, non aux voies : il choisit les sommets vierges les plus beaux et difficiles de son temps, s'entoure des meilleurs guides possibles et, grâce à son extraordinaire sens de la montagne, détermine la voie la plus efficace pour parvenir au sommet. Ainsi pour l'aiguille Verte n'a-t-il pas emprunté le couloir qui porte son nom sur toute sa hauteur, en dépit de sa beauté intrinsèque : il a bifurqué directement vers le sommet dans le dernier tiers évitant, par un passage qu'on n'emprunte plus désormais, la partie la plus raide et intéressante du couloir. En cela, Whymper se distingue clairement de Mummery, pour qui, vingt ans plus tard, la beauté de la voie et sa difficulté priment.
Après les Alpes, Whymper s'intéresse aux autres massifs. Il grimpe dans les Pyrénées, notamment le Vignemale avec le guide Célestin Passet.
De fait, il est à la charnière de l'histoire de l'alpinisme, entre l'alpinisme d'exploration et l'alpinisme sportif (son livre est encore plein de notations scientifiques sur les glaciers, etc. qu'on ne trouve plus ensuite chez ses continuateurs).

Le guide Scrambles Amongst The Alps [Escalades dans les Alpes de 1860 à 1868]
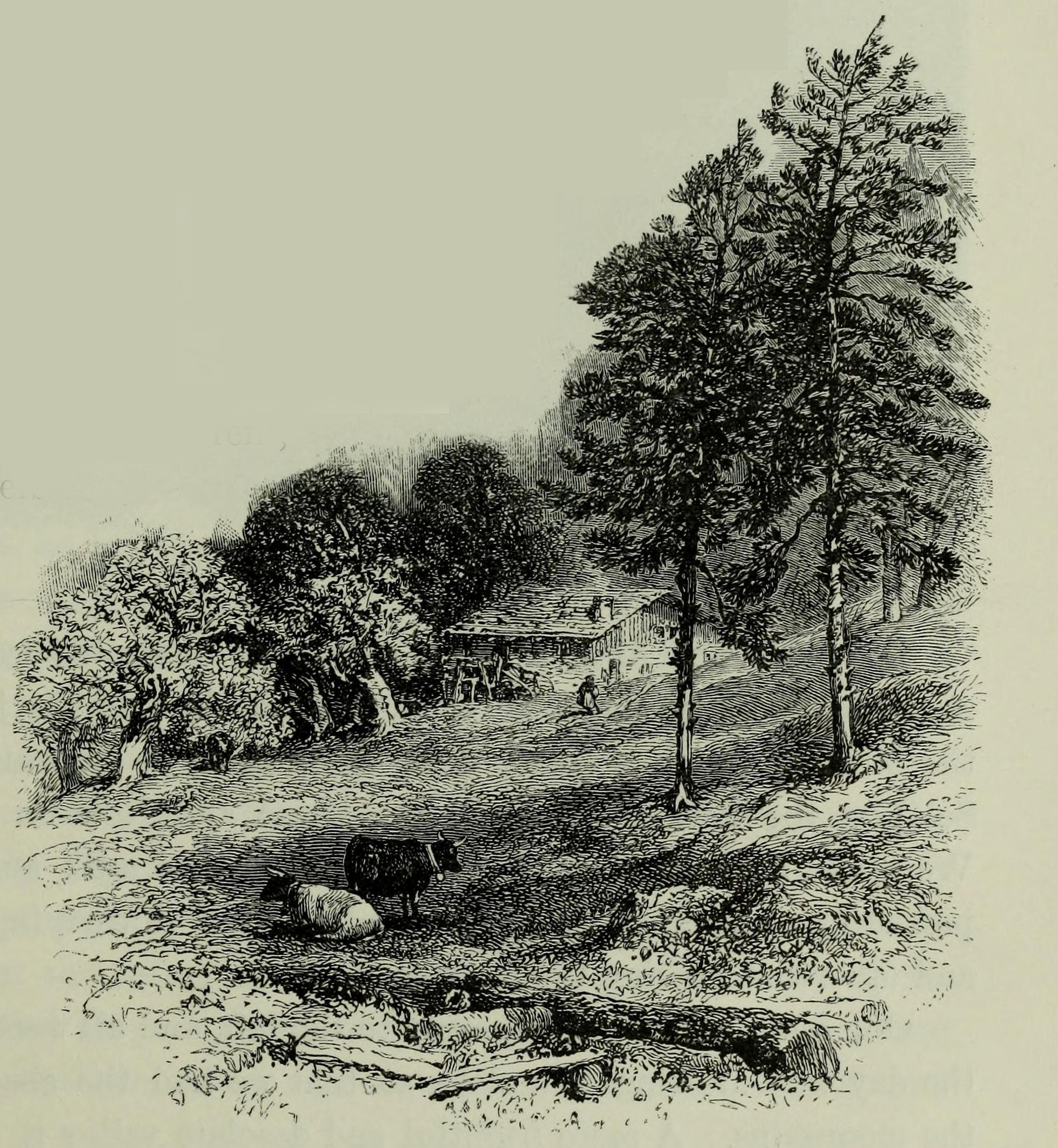
Illustration page 49 montrant le hameau d'Ailefroide, nommé « Alefred » ou « Aléfroide » dans ce livre.
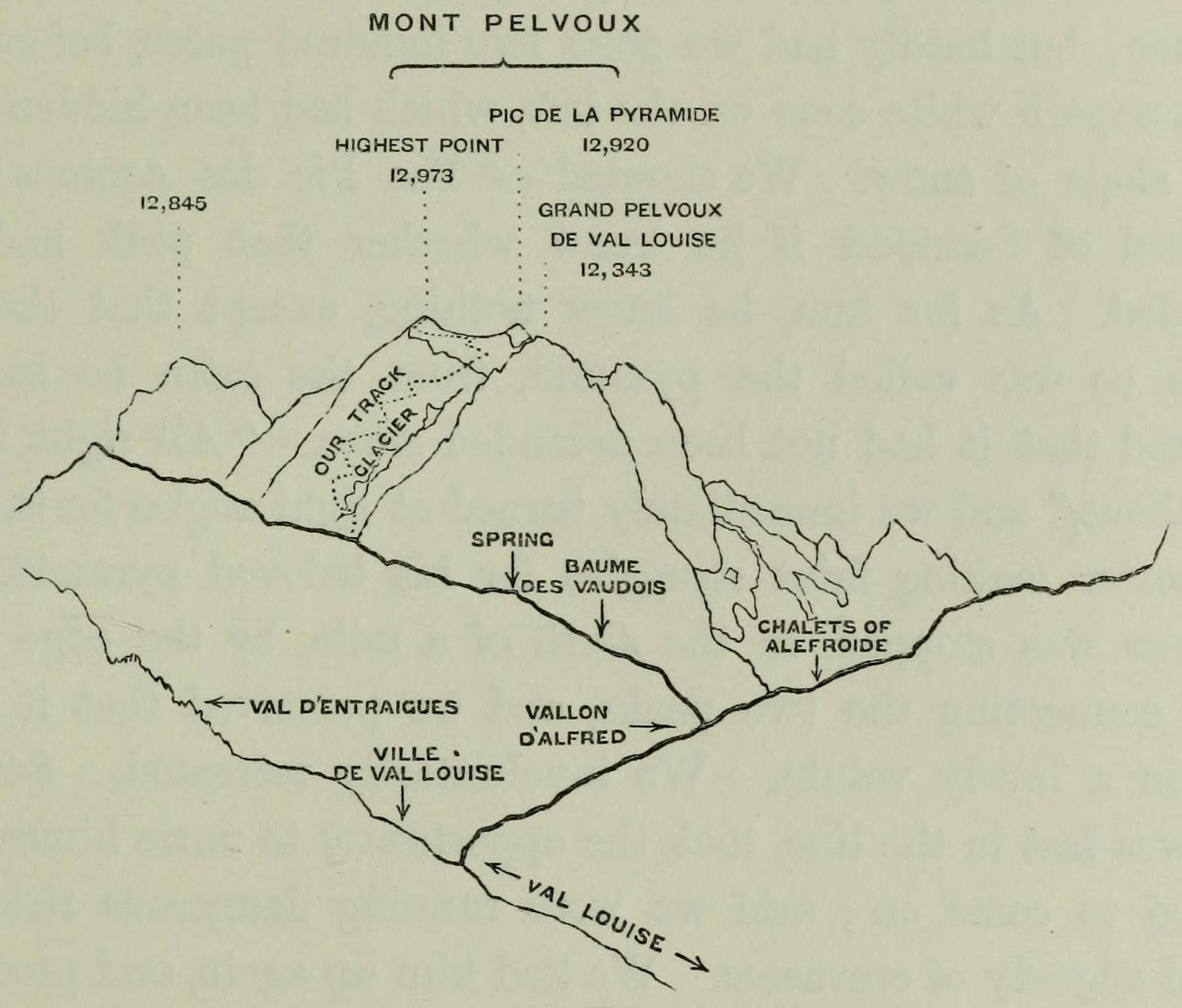
Indications concernant le mont Pelvoux et la vallée de la Vallouise.
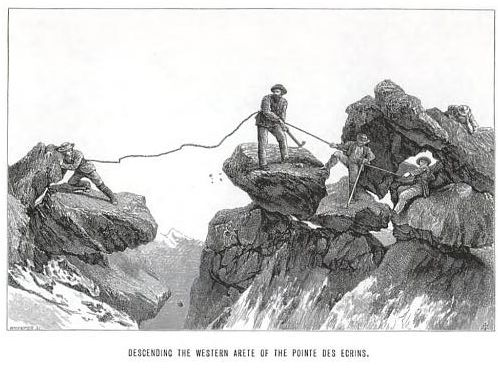
Le saut d'Almer, à la descente de la première ascension de la barre des Écrins.
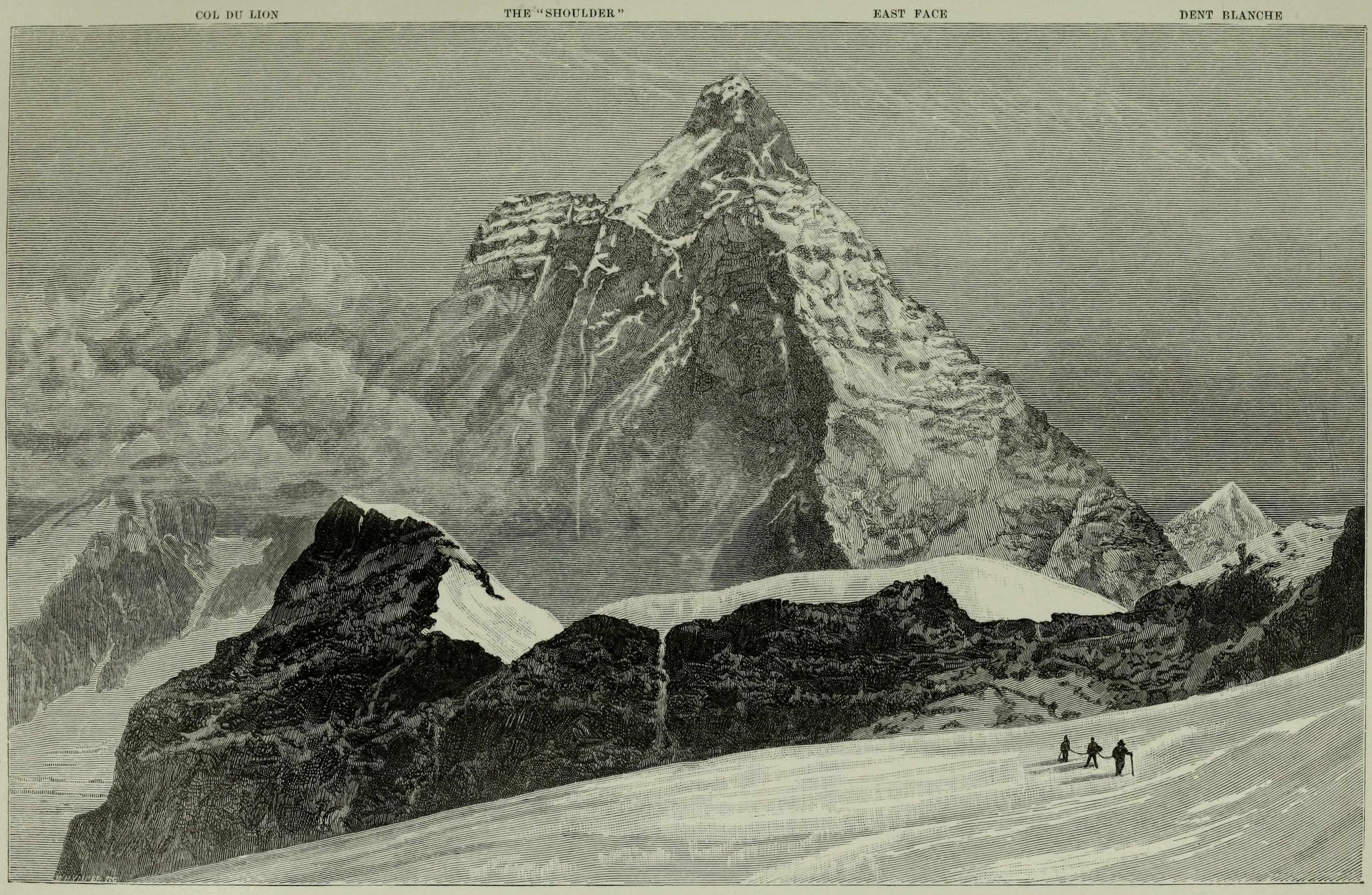
Illustration page 117 : « The Matterhorn from near the summit of the Theodule Pass », c'est-à-dire le Cervin (Matterhorn étant le nom allemand de ce sommet).
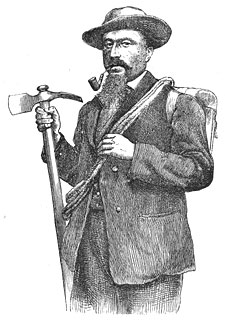
Portrait du guide Michel Croz (qui mourut à la descente lors de la première ascension du Cervin).

### Exploration du Groenland (1867 et 1872)
De l’expédition au Groenland organisée par Robert Brown en 1867, Whymper a ramené une importante collection de plantes fossiles, décrites par le Professeur Heer et déposées au British Museum. Bien que handicapé par un manque de vivres, il prouva que l'intérieur du Groenland pouvait être exploré au moyen de traîneaux et cela contribua à l'avancée de l'exploration arctique. Une autre expédition en 1872 eut pour but une exploration de la côte.

### Exploration de l'Amérique du Sud (1880)

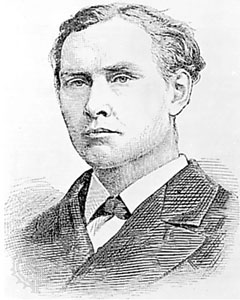
Whymper (gravure) en 1881.

Whymper organisa ensuite une expédition en Équateur dans le but d'étudier le mal aigu des montagnes et les effets d'une pression atmosphérique réduite sur le corps humain. Son guide était Jean-Antoine Carrel (qui mourra plus tard d'épuisement dans le Cervin après avoir sauvé ses clients d'une tempête de neige). Whymper réalisa deux ascensions du Chimborazo (6 310 mètres). Il passa une nuit au sommet du Cotopaxi et réalisa avec Jean-Antoine Carrel et Louis Carrel plusieurs premières ascensions de grands sommets : 
- première du Chimborazo (6 310 mètres) le 4 janvier ; seconde avec Baltran et Campana par la voie maintenant normale, le 3 juillet ;
- seconde du Corazon (4 816 mètres) le 2 février. Ce sommet avait été atteint pour la première fois par La Condamine et Bouguer le 20 juillet 1738 ;
- seconde au Cotopaxi (5 897  à   6 005 mètres selon la hauteur des couches de cendre et de neige bordant son cratère, d'un diamètre de 700 à 800 mètres) les 18, 19 et 20 février ; ce sommet avait été déjà conquis le 28 novembre 1872 par Angel M. Escobar et Wilhelm Reiss ;
- première du Sincholagua (5 220 mètres) le 23 février ;
- première de l'Antisana (5 766 mètres) le 10 mars ;
- première du Guagua Pichincha (4 787 mètres) le 22 mars ;
- première du Cayambe (5 860 mètres) le 4 avril ;
- première du Sara-Urcu (4 900 mètres) le 17 avril ;
- première du Cotacachi (4 970 mètres) le 24 avril ;
- première de l'Illiniza (5 305 mètres) le 4 mai ;
- première du sommet occidental du Carihuairazo (5 060 mètres) le 29 juin.

Pendant six mois, ils parcourront les plateaux du sillon interandin, passant au total 36 nuits au-dessus de 4 000 mètres. Des expériences scientifiques viendront compléter ces exploits sportifs : prospections géologique, glaciologique et volcanique. Les Carrel charrieront des kilos de cailloux et de cendres.
En 1892, Whymper publia le récit de son voyage dans un ouvrage intitulé Voyages à travers les grandes Andes de l'Equateur (Travels amongst the Great Andes of the Equator). Ce livre délivre aussi une somme de connaissances nouvelles sur la vie à très haute altitude dans des régions alors à peine connues.

Travels Amongst the Great Andes of the Equator
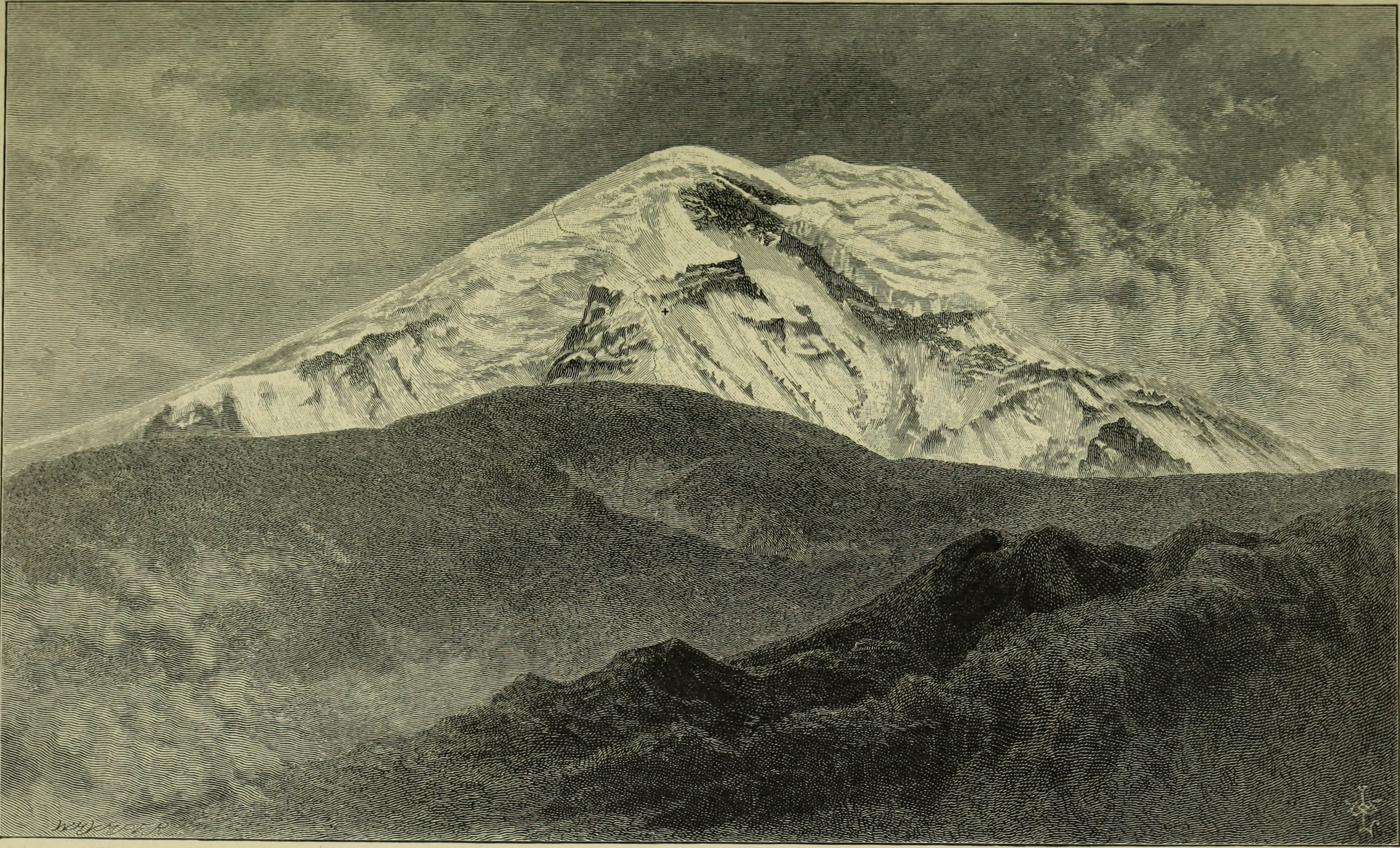
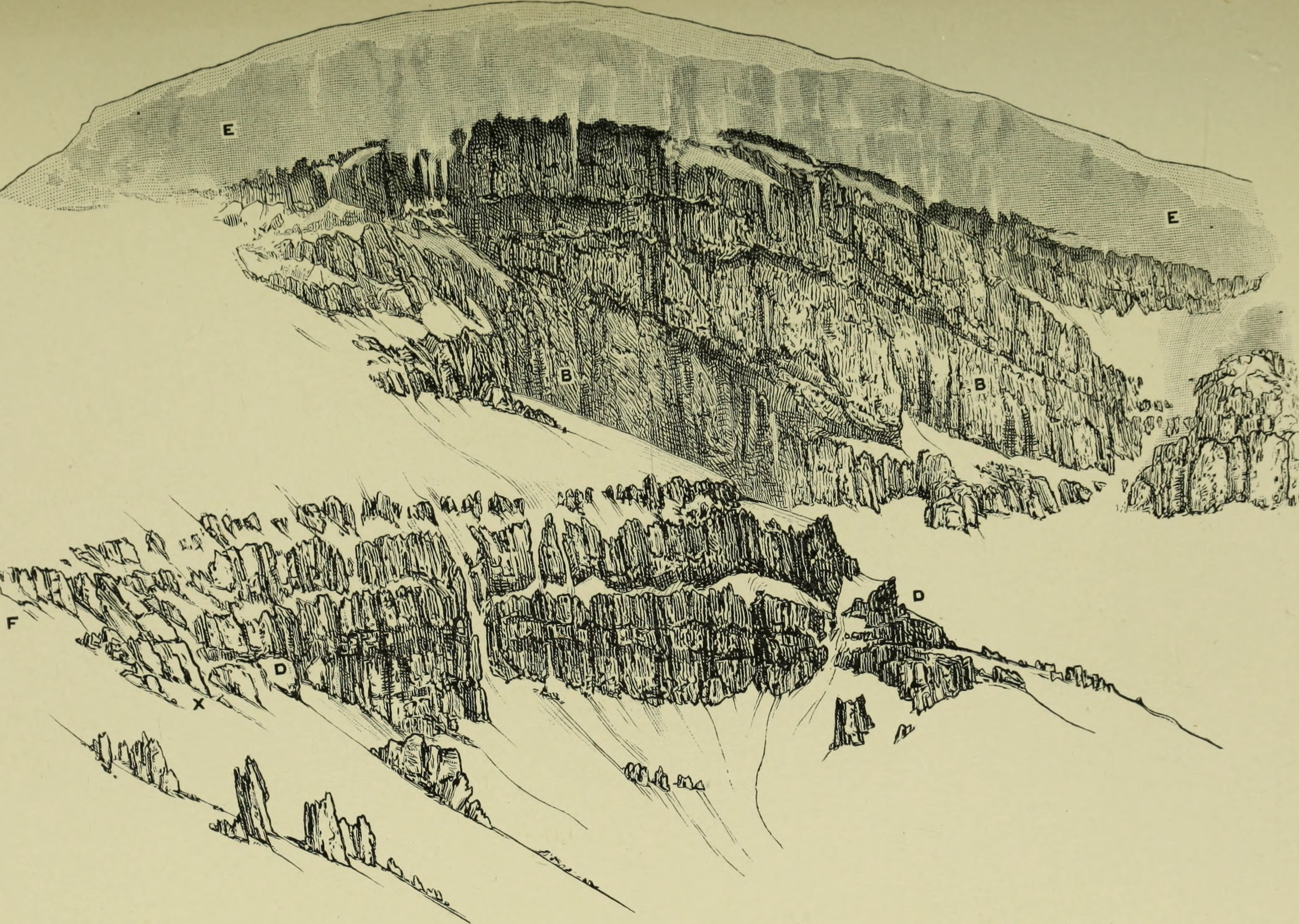
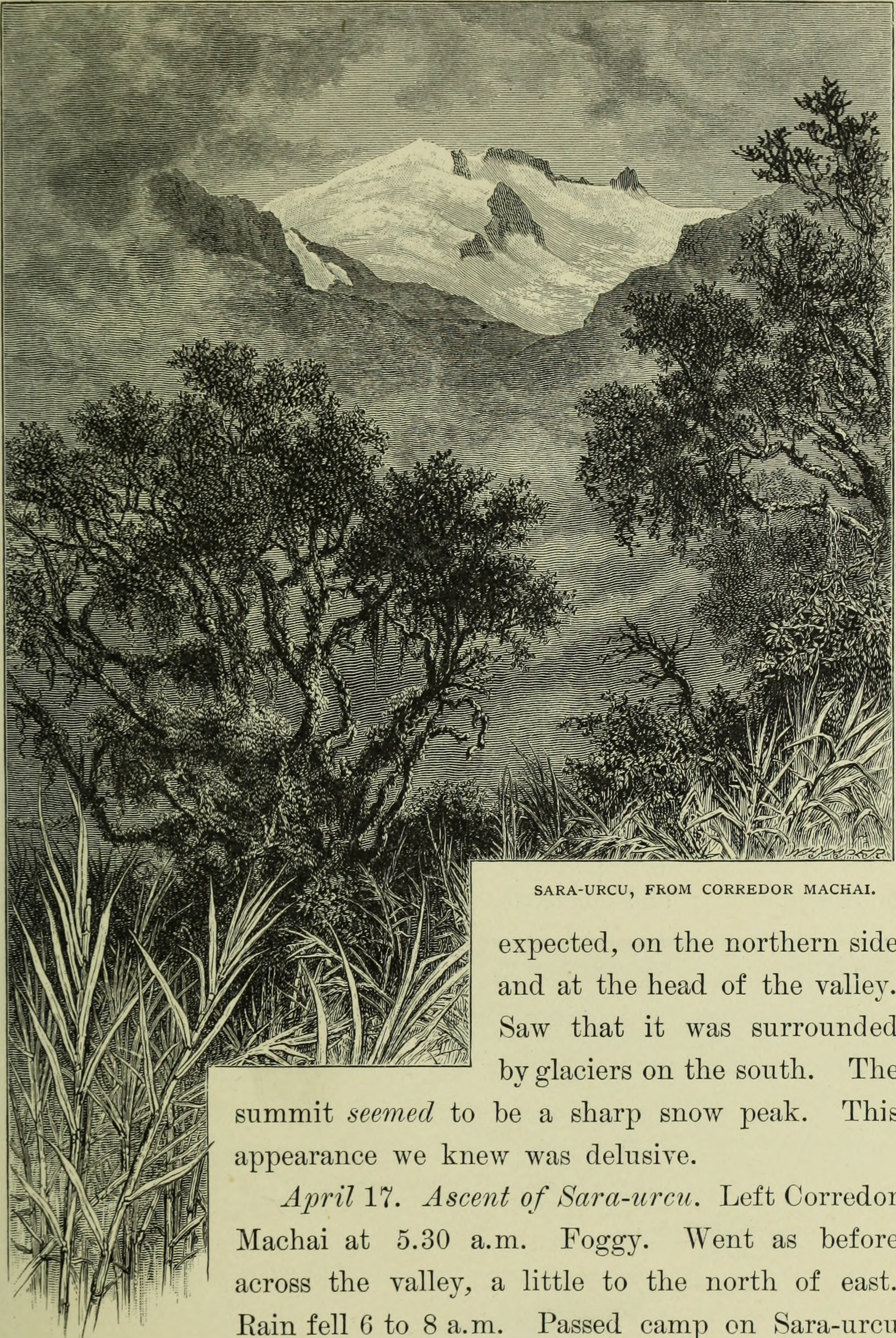
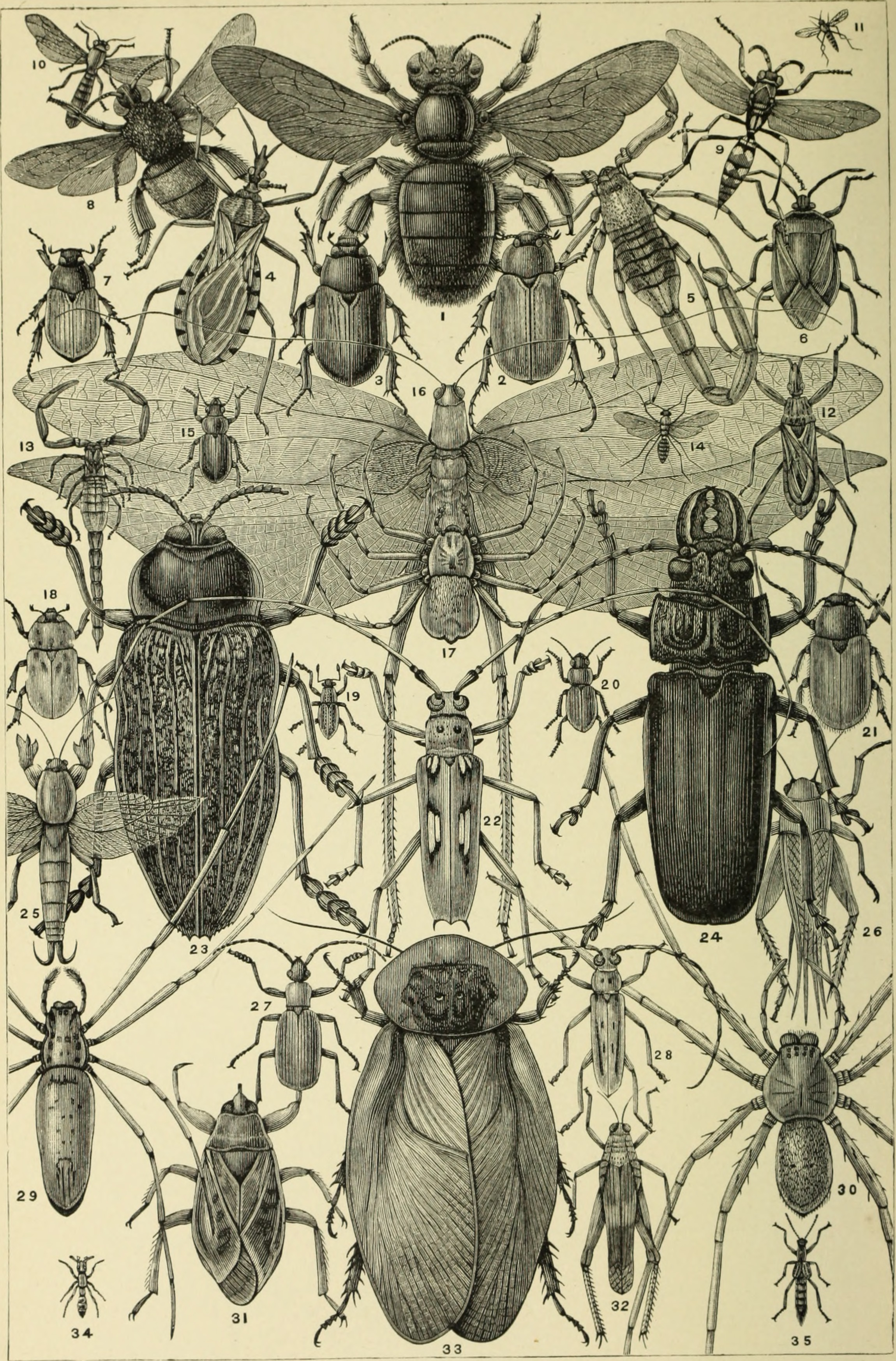

## Citations
- « Grimpez, si vous le voulez, mais souvenez-vous que le courage et la force ne sont rien sans la prudence, et qu’un moment de négligence peut détruire le bonheur de toute une vie. Ne faites rien précipitamment, surveillez bien chacun de vos pas, et, en commençant une expédition, songez à ce que peut en être la fin[4]. »

## Publications
- Escalades dans les Alpes de 1860 à 1868 (Scrambles Amongst the Alps) [détail des éditions] [(fr) texte intégral]
- Matterhorn (The Ascent of the Matterhorn), Rag Book.
- Travels Amongst the Great Andes of the Equator, 1892.
- The Valley of Zermatt and the Matterhorn, 1897.

## Pour approfondir